# Уинчестер, Филип
Фи́лип К. Уи́нчестер (англ. Philip C. Winchester, род. 24 марта 1981, Белгрейд) — американский актёр. Наиболее известен по ролям в фильмах «Патриот», «Предвестники бури» и «Эскадрилья «Лафайет»», а также телесериалах «Крузо», «Камелот», «Ответный удар» и «Игрок».

## Жизнь и карьера
Уинчестер родился в Белгрейде, штат Монтана, и там же окончил среднюю школу в 1999 году. После он жил и работал в Лондоне (родной стране его матери), и окончил Лондонскую академию музыки и драматического искусства.

### Карьера
Уинчестер начал актёрскую карьеру с небольшой роли в фильме 1998 года «Патриот», который был снят в городах Бозмен и Эннис, штат Монтана. После окончания средней школы он начал играть роли в пьесах, в том числе исполнив роль Эдмунда в постановке «Короля Лира» с Иэном Маккелленом производства Королевской шекспировской компании в 2007 году.
В 2003 году он принял участие в независимом фильме «Телефон», который был снят в Бристоле и спродюсирован Роберт Финлеем. В 2008 году Уинчестер получил главную роль Робинзона Крузо в телесериале NBC «Крузо», а также исполнил роль Аарона Мэнсона в мини-сериале в двух частях канала Lifetime с Сарой Чок в главной роли.
Уинчестер появился в фильмах «Опасные сны» (главная роль) и Соломон Кейн (бывший член отряда главного героя), а также в мини-сериале канала Syfy «Алиса в Стране чудес».
С 2010 по 2011 года он играл роль Фрэнка Стэнтона, жениха Оливии Данэм из параллельной вселенной, в телесериале канала Fox «Грань». В 2011 году он играл Леонтеса в телесериале Starz «Камелот». Его имя появляется с первых пяти сезонах телесериала «Ответный удар», который выходил в эфир на телеканале Sky1 в Великобритании и Cinemax в США. В центре сюжета шоу находятся два агента Отдела 20, сержант Майкл Стоунбридж (Уинчестер) и бывший офицер американского спецподразделения Дельта Дэмиен Скотт (Салливан Степлтон). В 2015 году он сыграл ведущую роль в телесериале NBC «Игрок», в котором также задействованы Уэсли Снайпс и Чарити Уэйкфилд.
В 2018-2019 годах был в роли детектива Питера Стона в сериале Закон и порядок: Специальный корпус.

## Личная жизнь
С 2008 года Уинчестер женат на Меган Мэри Кофлин.

## Фильмография
| Год  | Название на русском   | Название на английском | Роль              | Примечания |
| ---- | --------------------- | ---------------------- | ----------------- | ---------- |
| 1998 | Патриот               | The Patriot            | молодой террорист |            |
| 1999 | Поворот судьбы        | The Hi-Line            | официант в кафе   |            |
| 2003 | LD50: Летальная доза  | LD 50 Lethal Dose      | Вон               |            |
| 2004 | Предвестники бури     | Thunderbirds           | Скотт Трейси      |            |
| 2006 |                       | Shaking Dream Land     | Роберт            |            |
| 2006 | Эскадрилья «Лафайет»  | Flyboys                | Уильям Дженсен    |            |
| 2007 | Сердце земли          | The Heart of the Earth | Роберт Койл       |            |
| 2009 | Соломон Кейн          | Solomon Kane           | Генри Телфорд     |            |
| 2010 | Опасные сны           | In My Sleep            | Маркус            |            |
| 2015 | Не попавший в команду | Undrafted              | Фотч              |            |

| Год       | Название на русском                 | Название на английском            | Роль                                            | Примечания                     |
| --------- | ----------------------------------- | --------------------------------- | ----------------------------------------------- | ------------------------------ |
| 2004      |                                     | Commando Nanny                    | Майлс Росс                                      | Непроданный пилот сериала      |
| 2005      | C.S.I.: Место преступления Майами   | CSI: Miami                        | Крис Аллен                                      | Эпизод "Urban Hellraisers"     |
| 2008—2009 | Крузо                               | Crusoe                            | Робинзон Крузо                                  | Главная роль; 12 эпизодов      |
| 2008      | Король Лир                          | King Lear                         | Эдмунд                                          | ТВ фильм                       |
| 2009      |                                     | Maneater                          | Аарон Мэнсон                                    | Мини-сериал; 2 эпизода         |
| 2009      | Алиса в Стране чудес                | Alice                             | Джек Чейз / Червонный Валет                     | Мини-сериал; 2 эпизода         |
| 2010—2011 | Грань                               | Fringe                            | Фрэнк Стэнтон                                   | Второстепенная роль; 4 эпизода |
| 2010      | Хранилище 13                        | Warehouse 13                      | моряк / ковбой / гладиатор / сумасшедший учёный | Эпизод "Beyond Our Control"    |
| 2010      |                                     | A Walk in My Shoes                | Маркус                                          | ТВ фильм                       |
| 2011      | Камелот                             | Camelot                           | Леонтес                                         | Главная роль; 10 эпизодов      |
| 2011—2015 | Ответный удар                       | Strike Back                       | сержант Майкл Стоунбридж                        | Главная роль; 40 эпизодов      |
| 2014      | 24 часа: Проживи еще один день      | 24: Live Another Day              | полковник Шоу                                   | Второстепенная роль; 3 эпизода |
| 2015      | Игрок                               | The Player                        | Алекс Кейн                                      | Главная роль; 9 эпизодов       |
| 2017      | Правосудие Чикаго                   | Chicago Justice                   | Помощник государственного прокурора Питер Стоун | Главная роль; 14 эпизодов      |
| 2018—2019 | Закон и порядок: Специальный корпус | Law & Order: Special Victims Unit | Питер Стоун, помощник окружного прокурора       | Главная роль                   |